# Julián Luis Barni Spotti
Julián Luis Barni Spotti Orden de los Hermanos Menores OFM, (Italia, 2 de noviembre de 1914 – Matagalpa, 15 de noviembre de 1994), fue un obispo católico y emérito de la diócesis de León en Nicaragua.

## Biografía
A los 18 años entró al convento Santa María de los Ángeles de Asís, para así convertirse en Fray Julián. Recibió la ordenación sacerdotal el 27 de abril de 1941. Presto el servicio militar durante la Segunda Guerra Mundial y fue destinado a Rusia.
En 1945 de regreso al convento, se dedicó a la enseñanza de colegios seráficos de la provincia de Asís, fue vicario y superior económico, tuvo a su cargo la asistencia y la organización de la acción católica de varones en la diócesis de la ciudad de castellanos en Perugia, Italia.
En 1951 partió de Italia a Nicaragua con el fin de iniciar la fundación de una misión franciscana en ciudad de Matagalpa junto con 3 hermanos franciscanos. En ese entonces solamente había 5 sacerdotes en la diócesis de Matagalpa tomando en cuenta a los 4 frailes misioneros, ante esta situación los frailes se preocuparon y se esforzaron por promover las vocaciones religiosas habiendo logrado una formación de un sacerdote franciscano nicaragüense, un novicio y 2 hermanos laicos. Fray Luis Barni fue superior de la nueva comunidad, profesor de religión y teología en el instituto Eliseo Picado y en el colegio San Luis hasta 1960 en que dejó el cargo, siendo designado para atender la fundación en el barrio el Riguero en la capital Managua, para iniciar allí otro campo de apostolado.

## Obispo

### Prelatura de Juigalpa
El 14 de agosto de 1962, fue nombrado obispo titular de la prelatura territorial de Juigalpa (actual diócesis de Juigalpa) y consagrado el 16 de septiembre de 1962, el consagrante principal fue por Mons. Sante Portalupi, y como CO-Consagrantes a Mons. Carlos de la Trinidad Borge y Castrillo y Mons. Octavio José Calderón y Padilla.
Monseñor Barni fue el gran promotor del progreso de Juigalpa, encunetando, adoquinando y haciendo calles nuevas. Fue fundador de un colegio y promotor para que otros colegios fueran abiertos, realizó la primera reunión para los alcohólicos anónimos, así como fue el guía para el crecimiento espiritual de la prelatura de Juigalpa. Monseñor Barni fue el impulsor de la reconstrucción de la catedral haciendo gestiones con el gobierno tanto el presidente de la república como con el alcalde de la ciudad para enaltecer la nueva iglesia.

#### Administrador Apostólico en Managua
En 1968 fallece monseñor Alejandro González y Robleto, II Arzobispo de Managua y fue monseñor Julián Luis Barni quien estuvo a cargo de la administración apostólica de la arquidiócesis de Managua mientras se designaba un nuevo arzobispo. Durante ese tiempo supo ganarse el cariño y admiración de la población de la capital. Finalmente el 4 de abril de 1970 toma posesión el III Arzobispo de Managua monseñor Miguel Obando y Bravo, SBD. Y monseñor Barni regresa a pastorear su diócesis.
En ese mismo año monseñor Barni deja la diócesis de Juigalpa y los trabajos en catedral fueron suspendidos, solamente estaban construidas las dos terceras partes y la primera torre casi terminada. Quien finalizó la construcción de las torres y los atrios fue el nuevo obispo de la diócesis monseñor Pablo Antonio Vega Mantilla, quien siempre reconoció que la ciudad tenía catedral gracias al trabajo y aporte de monseñor Barni.

### Diócesis de Matagalpa
El 22 de agosto de 1970 fue delegado como obispo de la diócesis de Matagalpa ciudad donde hizo una gran labor episcopal, tuvo su constante residencia por casi 10 años en Matagalpa, prestando su competente ayuda al clero local en la iglesia catedral, ciudad y comarcas vecinas promoviendo gradualmente obras de apostolados como la orden tercera, boy scout y encuentros juveniles. Monseñor Julian junto a otros frailes visitaban los centros más importantes de las parroquias administrando los sacramentos y ayuda espiritual con su constante comunicación y el carisma que los caracterizaba fueron conquistando el corazón de las personas.
Monseñor Julian Luis Barni llevó muchas obras sociales a cabo en el departamento de Matagalpa entre las cuales destacan, la iglesia San José de Matagalpa que fue completamente restaurada con un bellísimo cielo falso, altar de mármol con estatuas importadas de Italia y la construcción de un campanario con un moderno reloj. Fue reconstruida la casa de los frailes y un salón para uso comunitario que funcionó muchos años como casa de la cultura, en donde se realizaban exposiciones, conciertos, conferencias, veladas, debates y obras de teatro con artistas e intelectuales de toda Nicaragua, crearon un dispensario donde daban consultas médicas gratuitas además de brindar los medicamentos, así como un comedor dirigido a niños y ancianos.
Fue el fundador del centro pastoral diocesano La Cartuja, centro que presta servicio a diferentes comunidades para llevar a cabo retiro y encuentros de movimientos cristianos católicos del departamento de Matagalpa.

#### Administrador Apostólico en Estelí
En 1978 fue nombrado como administrador apostólico de la diócesis de Estelí, por el fallecimiento de su primer obispo Mons. Clemente Carranza y Lopez.

### Diócesis de León
Al retirarse del cargo el obispo de la diócesis de León, Mons. Manuel Salazar y Espinoza, fue llamado para hacerse cargo de la administración apostólica de esa ciudad y después de 2 meses fue elegido como obispo residencial de León el 29 de junio de 1982, donde permaneció hasta el año de 1990. Como obispo de León dejó el legado de ser un buen pastor y guía del pueblo en procesos duros como la guerra de los 80, quien siempre abogo por intervenir en situaciones fuertes de mediación para evitar el derramamiento innecesario de sangre.
EN 1991 le fue aceptada la renuncia como obispo de la diócesis de León, sucediéndole al cargo Mons. César Bosco Vivas Robelo y regresa a Matagalpa para retirarse en la Cartujita, lugar que él llamaba el oasis de Asís.

## Muerte
Falleció el 15 de noviembre de 1994, a las 6:30 p. m. por causas naturales. Sus restos descansan en la Iglesia San José en Matagalpa.